# HAL 21 (système d'arcade)
Pour l’article homonyme, voir HAL 21.
HAL 21 est un système de jeu vidéo d'arcade, créé et commercialisé en 1985 par la société SNK.

## Description
Les processeurs centraux utilisés sont deux Zilog Z80. Le son est également géré par un second Zilog Z80. ASO: Armored Scrum Object utilise une puce sonore spécifique qui est une Yamaha YM3526. L'autre jeu intègre deux General Instrument AY-3-8910.
Seulement deux jeux sont développés sur ce hardware, deux jeux de type shoot them up à scrolling vertical. Les bornes étaient équipées de Joysticks 8 directions et de trois boutons (ASO: Armored Scrum Object, seulement deux boutons pour HAL 21).

## Spécifications techniques

### Processeur
- Processeur central : 2 × Zilog Z80 cadencé à 3,35 MHz

### Affichage
- Résolution : 216 × 288
- Palette couleurs : 1024 couleurs

### Audio
- Processeur sonore : Zilog Z80 cadencé à 4 MHz
- Puces audio :
  - 2 × General Instrument AY-3-8910 cadencé à 2 MHz (HAL 21)
  - Yamaha YM3526 cadencé à 4 MHz (ASO: Armored Scrum Object)
- Capacités audio : Mono

## Liste des jeux
| Titre                     | Développeur | Éditeur | Genre | Année |
| ------------------------- | ----------- | ------- | ----- | ----- |
| ASO: Armored Scrum Object | SNK         | SNK     |       | 1985  |
| HAL 21                    | SNK         | SNK     |       | 1985  |